# Aethiopsestis austrina
Aethiopsestis austrina är en fjärilsart som beskrevs av Watson 1965. Aethiopsestis austrina ingår i släktet Aethiopsestis och familjen sikelvingar. Inga underarter finns listade i Catalogue of Life.